# Rosendo Castelló Girbal

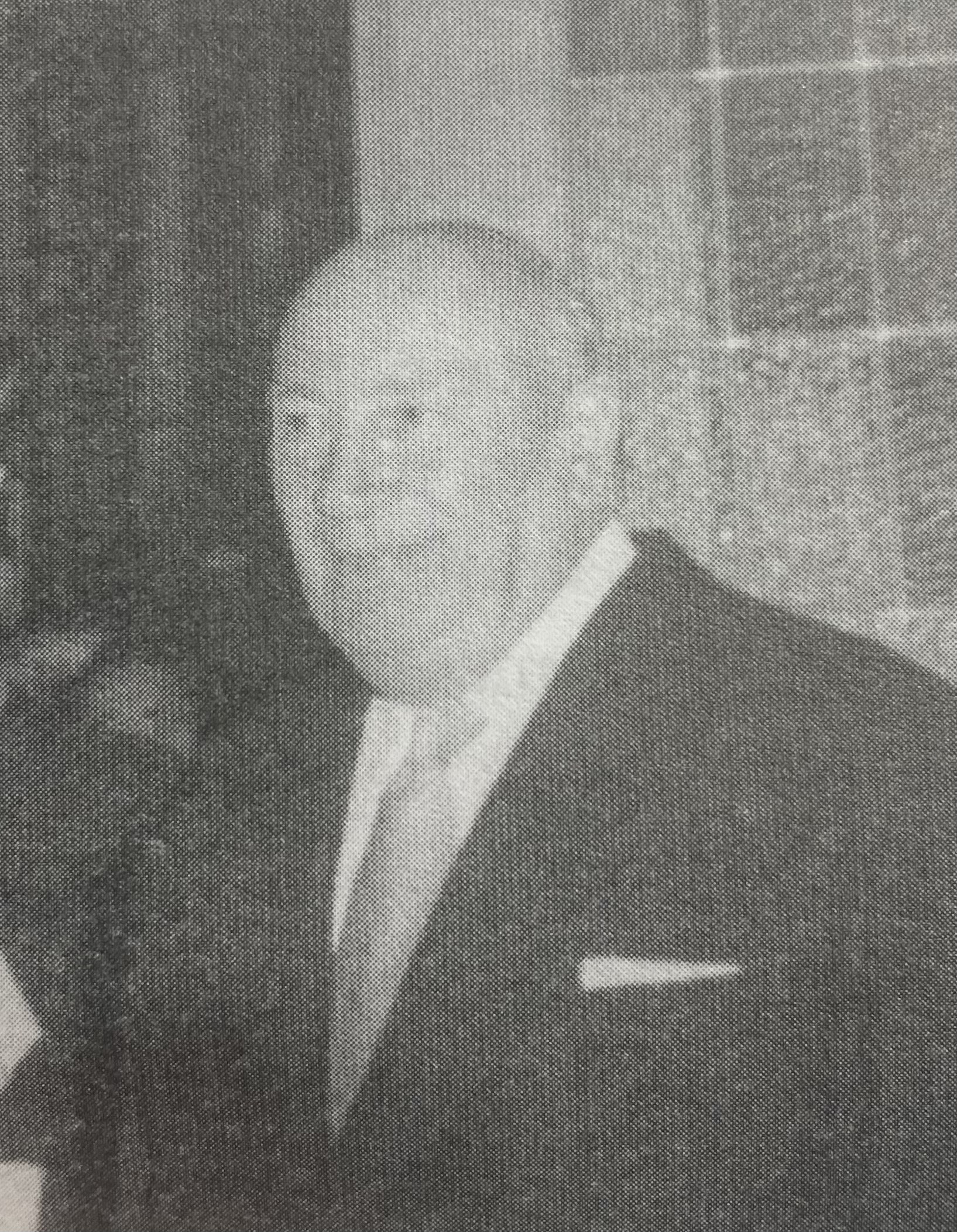

Rosendo Castelló i Girbal (Tordera, 1903 – Blanes, 1975), fill de l’empresari Joan Castelló Llunés i de Blanca Girbal Tomàs, fou un destacat empresari i fundador de Granja Castelló.
Primogènit del matrimoni, va créixer observant com el seu pare feia prosperar la finca familiar, que ell acabaria heretant i gestionant. El senyor Castelló adquirí la masia del seu pare i en esdevingué el propietari de Can Burgada.
Al llarg de la seva història, la masia tingué diversos usos: activitats ramaderes, explotació forestal, plantació de vinyes, fàbrica de producció de rajols, manufactura de bastons i producció de tints.
Rosendo Castelló i Girball de ben jove es posà a ajudar al seu pare amb la fàbrica de tints i amb el tancament d'aquesta, crearen el 1932 Granja Castelló. Iniciaren la producció de llet condensada a Poble Nou, i l'enmagatzemaven al carrer de la Diputació, 164.
L'any 1934, quan la fabira de Barcelona es quedà petita, Rosendo Castelló i el seu germà Josep decideixen instal·lar la fabrica a Mollerussa, on els regadius del Canal d´Urgell feien preveure una gran producciói de faratge per el bestiar.
Posteriorment, mentre la seva empresa a Mollerussa "Granja Castelló, SA" continuava fabricant exclusivament llet condensada es va associar amb el senyor Fernando Moragas (propietari de Granjas La Catalana) i amb el senyor Enric Mercadal (qui fou el director general) per fundar una nova empresa a Sils. La qual inicialment s'anomenà LAR però acaba convertint-se després en RAM.
Anys després construir una nova fàbrica a León i fundà una nova empresa:LENOSA, on va traslladar la producció de llet condensada, tot dedicant la fàbrica de Mollerussa a la llet esterilitzada.
El senyor Castelló va morir a la seva casa de Blanes el 1975.
Va ser guardonat amb la medalla al "Merito al Trabajo".